# Finnische Badmintonmeisterschaft 2012
Die Finnische Badmintonmeisterschaft 2012 fand vom 3. bis zum 5. Februar 2012 in Vantaa statt.

## Sieger und Platzierte
| Disziplin    | Gold                       | Silber                          | Bronze                          |
| ------------ | -------------------------- | ------------------------------- | ------------------------------- |
| Herreneinzel | Ville Lång                 | Eetu Heino                      | Iikka Heino                     |
| Herreneinzel | Ville Lång                 | Eetu Heino                      | Joonas Korhonen                 |
| Dameneinzel  | Nanna Vainio               | Airi Mikkelä                    | Sonja Pekkola                   |
| Dameneinzel  | Nanna Vainio               | Airi Mikkelä                    | Viivi Brandt                    |
| Herrendoppel | Eetu Heino Oskari Saarinen | Ville Lång Mikko Vikman         | Tuomas Palmqvist Antti Viitikko |
| Herrendoppel | Eetu Heino Oskari Saarinen | Ville Lång Mikko Vikman         | Henri Aarnio Joonas Korhonen    |
| Damendoppel  | Airi Mikkelä Nanna Vainio  | Mathilda Lindholm Jenny Nyström | Viivi Brandt Sonja Pekkola      |
| Damendoppel  | Airi Mikkelä Nanna Vainio  | Mathilda Lindholm Jenny Nyström | Sanni Rautala Noora Virta       |
| Mixed        | Anton Kaisti Jenny Nyström | Ville Lång Airi Mikkelä         | Iikka Heino Mathilda Lindholm   |
| Mixed        | Anton Kaisti Jenny Nyström | Ville Lång Airi Mikkelä         | Lauri Nuorteva Sanni Rautala    |